# Gordon Liu
Gordon Liu (en chino: 劉家輝, pinyin: Liú Jiāhuī), nacido como Xian Jinxi (劉錫賢) el 22 de agosto de 1955 en Cantón (China), es un reconocido actor y experto en artes marciales chino, ampliamente conocido por sus papeles en películas de kung-fu producidas por los estudios Shaw Brothers, así como por su participación en películas de Quentin Tarantino como Kill Bill.

## Carrera
Gordon Liu fue discípulo del legendario maestro de kung-fu Lau Kar-Leung, con quien desarrolló una estrecha colaboración cinematográfica. Su fama internacional se consolidó con la película Las 36 cámaras del Shaolin (1978), donde interpretó a San Te, un monje shaolin ficticio. La película se convirtió en un clásico del cine de artes marciales y generó varias secuelas.
En la década de 2000, Gordon Liu alcanzó nueva popularidad en occidente por su papel doble en las películas Kill Bill: Volume 1 (como Johnny Mo) y Kill Bill: Volume 2 (como el maestro Pai Mei), dirigidas por Quentin Tarantino.

## Salud y retiro
En 2011, Liu sufrió un derrame cerebral que afectó seriamente su movilidad y capacidad del habla, lo que lo obligó a retirarse de la actuación. Desde entonces, ha vivido alejado del ojo público, recibiendo cuidados médicos y apoyo de la comunidad cinematográfica.

## Filmografía destacada
- 1978 – Las 36 cámaras del Shaolin
- 1979 – Return to the 36th Chamber
- 1981 – Martial Club
- 2003 – Kill Bill: Volumen 1
- 2004 – Kill Bill: Volumen 2

## Influencia cultural
Liu es considerado una figura emblemática del cine de kung-fu clásico. Su estilo de lucha elegante y disciplinado ha influenciado a generaciones de artistas marciales y ha sido homenajeado en numerosas producciones cinematográficas y musicales.